# Torneo Albert Schweitzer 1998
Il Torneo Albert Schweitzer 1998 si è svolto nel 1998 nella città tedesca di Mannheim.

## Classifica finale
| Pos. | Squadra     |
| ---- | ----------- |
|      | Spagna      |
|      | Australia   |
|      | Stati Uniti |
| 4.   | Turchia     |
| 5.   | Francia     |
| 6.   | Lettonia    |
| 7.   | Russia      |
| 8.   | Slovenia    |
| 9.   | Croazia     |
| 10.  | Grecia      |
| 11.  | Israele     |
| 12.  | Bulgaria    |
| 13.  | Germania    |
| 14.  | Italia      |
| 15.  | Belgio      |
| 16.  | Cina        |